# 북부물쥐
북부물쥐(Paraleptomys rufilatus)는 쥐과에 속하는 설치류의 일종이다. 뉴기니섬의 고지대에서 발견된다.

## 특징
북부물쥐는 두테물쥐사촌속의 다른 종 짧은털물쥐 보다 크고, 색이 균일하지 않다. 목은 희고, 옆구리는 오렌지 색을 띠는 반면에 몸 부분은 짧은털물쥐처럼 갈색이다. 머리부터 몸까지 길이는 118~135mm이고, 꼬리 길이는 127~146mm, 뒷발 길이는 30~35mm이다. 귀 길이는 17~20cm, 몸무게는 54~58g이다.

## 분포
북부물쥐는 두테물쥐사촌속에 속하는 설치류로 뉴기니섬에서 발견된다. 북부 해안 산맥의 해발 1200~1800m의 산, 다폰세로 산 (인도네시아 키클롭스 산맥)과 소모로 산(파푸아뉴기니 토리텔리 산맥), 베나와 산(파푸아뉴기니 베와니 산맥)에서 서식한다. 작고 파편화된 분포를 보이며, 아마도 아주 희귀하다. 낮 동안에 부분적으로 활동한다. 올로족(산다운 주 소모로 산의 현지 부족)은 "팀브리"라고 부른다.